# 戸田市立美女木小学校
戸田市立美女木小学校（とだしりつびじょぎしょうがっこう）は埼玉県戸田市にある公立小学校である。

## 沿革
- 1980年4月1日 - 開校

## 行事
- 美女木小まつり
- 運動会
- 持久走
- 音楽会
- 林間学校（5年生）
- 修学旅行（6年生）